# Wendy Toye
Wendy Toye (Londen, 1 mei 1917 - aldaar, 27 februari 2010) was een Engels regisseur, actrice en choreografe.
Toye trad al op haar derde als danseres op in de Royal Albert Hall. Haar filmdebuut dateert van 1932 en vanaf 1936 werkte zij als choreografe voor diverse filmproducties. In 1950 was zij co-regisseur van de Broadway-productie Peter Pan met Boris Karloff en Jean Arthur. Twee jaar later maakte zij met The Stranger Left No Card haar eerste korte film, die op het Filmfestival van Cannes bekroond werd met de Gouden Palm van beste korte film. In 1956 werd haar korte film On the Twelfth Day… genomineerd voor een Oscar en voor een BAFTA. Op de Berlinale van 1963 was zij juryvoorzitter.
Toye was tussen 1940 en 1950 gehuwd met Edward Selwyn Sharp.

## Filmografie (selectie)

### Regie
- 1952: The Stranger Left No Card
- 1954: The Teckman mystery
- 1955: All for Mary
- 1955: On the Twelfth Day...
- 1955: Three Cases of Murder
- 1982: Tales of the Unexpected van Roald Dahl

### Choreografie
- 1936: Pagliacci
- 1940: The Thief of Bagdad
- 1945: I'll Be Your Sweetheart
- 1946: Piccadilly Incident

### Als actrice
- 1932: Dance Pretty Lady
- 1935: Invitation to the Waltz
- 1939: The Insect Play
- 1945: I'll Be Your Sweetheart
- 1955: On the Twelfth Day...

## Onderscheidingen
- 1953: Best Fictional - Short Film Filmfestival van Cannes voor The Stranger Left No Card